# Наука

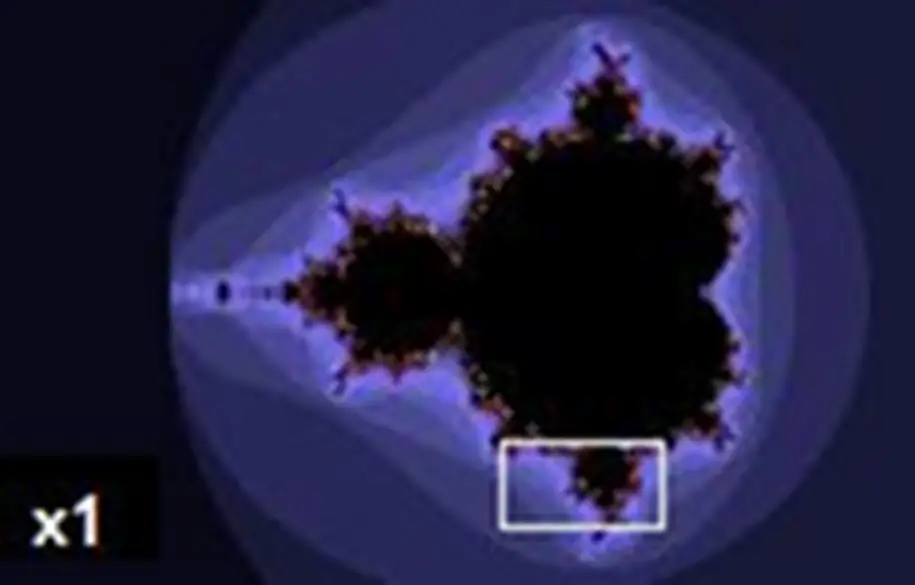
Множина Мандельброта — як ілюстрація фрактальної границі між відомим і невідомим.

Нау́ка — сфера діяльності людини, спрямована на отримання (вироблення і систематизацію у вигляді теорій, гіпотез, законів природи або суспільства тощо) нових знань про навколишній світ. Основою науки є збирання, оновлення, систематизація, критичний аналіз фактів, синтез нових знань або узагальнень, що описують досліджувані природні або суспільні явища та (або) дозволяють будувати причинно-наслідкові зв'язки між явищами і прогнозувати їх перебіг.

## Термінологія
Наука як соціально значуща сфера людської діяльності, функцією якої є вироблення й використання теоретично систематизованих об'єктивних знань про дійсність, є складовою частиною духовної культури суспільства. Поняття «наука» охоплює як здобування нового знання, так і результат цієї діяльності — суму набутих у наш час наукових знань. Термін «наука» вживають також для позначення окремих галузей наукового знання. Наука характеризується доцільно орієнтованою (суспільними завданнями й потребами, певними стратегіями наукового пошуку) творчою діяльністю з постановки, вибору й розв'язання проблем духовного й практичного освоєння світу.
У сучасному україномовному академічному середовищі іноді ототожнюють український термін «наука» із англійським поняттям «science», яке означає «створення та організацію знання у формі пояснень та передбачень стосовно всесвіту, які можна перевірити», тобто, є означенням лише природничих наук. Однак в українській мові й усталеній термінології «наука» є більш широким поняттям, яке охоплює також всі гуманітарні науки, котрі послуговуються власними методами для перевірки отриманого знання, що суттєво відрізняються від наукових методів природничих і точних наук.
В Україні у 2010 році навіть теологія була включена до переліку академічних дисциплін та спеціальностей, із яких можна здобувати ступені кандидата і доктора наук (у складі філософських, історичних, мистецтвознавчих або юридичних наук, залежно від напрямку теології). Вчена рада з присудження ступеня доктора теологічних наук діє у Національному педагогічному університеті імені Михайла Драгоманова, а теологія викладається у низці державних вищих навчальних закладів (НПУ, Острозька академія, Чернівецький університет, Харківський університет), де вона зазвичай називається «наукою». Утім система знань теології обмежена релігійною догматикою, а тому принципово відрізняється від наукового методу, й у західній філософії протиставляється науці.

## Предмет дослідження
Наука досліджує різні рівні системної організації й форми руху матерії з погляду пізнання істотних властивостей явищ, встановлення їхніх законів, різних причинних залежностей і взаємодій з метою керування природними й соціальними процесами, передбачення характеру і напрямку їхнього перебігу, створення нових технологій і розвитку виробництва. Як система знань наука охоплює не тільки фактичні дані про предмети навколишнього світу, людської думки й дії, не лише закони і принципи дослідження об'єктів, а й певні форми й способи усвідомлення їх, а в кінцевому підсумку — філософське тлумачення. Цим самим наука виступає як форма суспільної свідомості.

## Завдання
Основне завдання науки — виявлення об'єктивних законів дійсності, а її головна тема — істинне знання. Критеріями науковості, які відрізняють науку від інших форм пізнання є:
- об'єктивність,
- системність,
- перевірність,
- орієнтація на передбачення,
- сувора доказовість,
- обґрунтованість і достовірність результатів.

## Значення

### Фактор прогресу
Наука — найважливіший чинник технічного і соціально-культурного прогресу й перетворення дійсності, всебічного розвитку людських здібностей і можливостей. Передова наука сприяла виробленню прогресивного світогляду, обґрунтуванню матеріалістичного погляду на світ. Наука є способом встановлення і усвідомлення об'єктивної істини. Цим вона радикально протистоїть релігії, містицизму, спекулятивним домислам. Боротьба з цим яскраво виявляється у виникненні, з одного боку, позитивістської концепції сцієнтизму, яка абсолютизує «точне» знання, протиставляючи його гуманістичним цінностям культури, а з другого боку, — антисцієнтизму, що скочується на позиції ірраціонального заперечення ролі наукового пізнання.

### Соціальний інститут
Наука — соціокультурна діяльність, своєрідне суспільне явище. Як соціальний інститут наука — це сукупність учених з їхніми знаннями, кваліфікацією і досвідом, наукових закладів, експериментального, лабораторного устаткування, науково-дослідних програм творчої діяльності, системи інформації, підготовки й атестації кадрів, форм функціювання і використання всіх нагромаджених знань. Наступність досвіду і знань, єдність традицій і новаторства — суттєва особливість розвитку науки. Однією з форм її втілення є наукові школи, функціонування яких передбачає боротьбу думок, творчі дискусії та критику.

## Наукові теорії
Основною структурною одиницею наукового знання є теорія, що систематизує експериментальний матеріал, організовує науково-дослідний пошук у нових галузях, дає опис, пояснення і передбачення фактів, орієнтує практичну діяльність.

## Методологія
Наука розвивається за допомогою загальної методології і спеціальних методів:
- кількісний і якісний аналіз,
- класифікація,
- вимірювання,
- формалізація,
- моделювання,
- порівняльно-історичний метод та інше.

Науковому знанню властиві методологічна усвідомленість і системність, об'єктивність розгляду і його детермінованість, доказовість істинності всіх положень, спирання на факти, результати достовірних, емпіричних досліджень. Критерієм істини в науці виступає суспільна практика в усіх її формах і компонентах (експеримент, виробнича і соціальна діяльність, внутрішній досвід пізнання тощо).

## Наукове дослідження
Наука — це поступовий процес розширення області відомого людству, відсування границь невідомого. В основі науки лежить наукове дослідження, метою якого є отримання наукового знання. Наукове знання відрізняється тим, що воно здобуте за процедурою, що отримала назву наукового методу. Ця процедура поділяється на спостереження, експеримент зі строгими вимірюваннями, аналіз результатів, розробку гіпотез, теорій і формулювання законів із обов'язковою вимогою повторюваності результату і ретельної перевірки. Люди, які виконують наукові дослідження називаються дослідниками, науковцями, вченими.
Результати наукових досліджень публікуються в науковій літературі, й, зазвичай, така публікація вимагає рецензування, тобто перевірки правильності процедури й висновків іншими науковцями, фахівцями з даної галузі досліджень. Будь-які висновки досліджень і теорії можуть бути відкинуті, якщо з'являються нові факти, що їх заперечують.
Наукові дослідження прийнято поділяти на:
- фундаментальні (пізнання законів, що управляють поведінкою і взаємодією базисних структур природи, суспільства і мислення),
- прикладні (застосування результатів фундаментальних досліджень для розв'язання пізнавальних і соціально-практичних проблем).

Фундаментальні дослідження, як правило, випереджають прикладні і створюють для них теоретичний заділ. Зміцнення взаємозв'язків між фундаментальними і прикладними дослідженнями, скорочення строків впровадження наукових досягнень у практику та виробництво — одне з основних завдань сучасної організації науки.

## Галузі наук
Наука в ідеалі складає одне єдине ціле, оскільки її найвища мета вивчити світ у всій його повноті, однак вона також є практичною діяльністю людства, а тому розбивається на галузі (окремі науки) за предметом та методами досліджень. Будь-яка наукова пізнавальна діяльність передбачає взаємодію суб'єкта (учений, науковий колектив) і об'єкта науки (предметна область, що вивчається), в процесі якої використовується певна система методів, прийомів дослідження і мови даної науки (знаки, символи, формули тощо).
Окремих галузей науки дуже багато, чимало з них діляться на інші галузі, наприклад, фізика охоплює механіку, оптику, електромагнетизм, ядерну фізику тощо. Механіку, у свою чергу можна розділити на статику й динаміку, механіку суцільних середовищ, небесну механіку і так далі.
Загалом галузі науки зазвичай класифікуються за двома головними напрямками:
- природничі науки вивчають природні явища,
- суспільні науки — людську поведінку, мислення і суспільство.

За межами цієї класифікації залишилися точні або формальні науки — математика, логіка, інформатика, що вивчають взаємозв'язки елементів уявних сконструйованих систем.
За співвідношенням із практикою виділяють:
- фундаментальні науки, які безпосередньо не орієнтовані на отримання практичної користі,
- прикладні науки, націлені на безпосереднє практичне використання наукових результатів.

### Точні науки
Відмінністю точних наук є апріорність вихідних положень. Математика і логіка не аналізують емпіричні факти, а використовують аксіоматичний метод. Виходячи із системи аксіом, яка вибирається довільно з єдиною вимогою несуперечливості, математика застосовує метод дедукції для отримання великої різноманітності співвідношень.

Математика, проте, займає центральне місце в науці, особливо в природознавстві, оскільки надає основи кількісного аналізу фактів. Як стверджував Галілео Галілей: 
|  | Книга природи написана мовою математики. |

До точних наук можна також віднести кібернетику та інформатику, які вичленилися з математики в окремі важливі галузі науки.

### Природознавство
Природничі науки за своїм характером емпіричні, вони вивчають факти, отримані з досвіду. На відміну від точних наук, вони опираються на метод індукції, тобто намагаються сконструювати загальне з окремих фактів. Факти можуть бути отримані з пасивних спостережень, але частіше застосовується експеримент, тобто цілеспрямоване створення умов виникнення спостережуваного явища.
Метод індукції менш надійний, ніж метод дедукції, оскільки не ґарантує того, що нові факти не поставлять під сумнів уже набуте знання. Цим пояснюється строгість, якої вимагає науковий метод досліджень. Наукові теорії, зустрівшись із незрозумілим, поступово модифікуються, щоб надати йому пояснення і включити в загальну систему знань.

### Суспільні науки
Суспільні науки досліджують людство, суспільство і мислення. До суспільних наук належать соціологія, економіка, історія та інші. Дослідження в цих царинах часто пов'язане із статистикою та вивченням історичних документів. Суспільні науки склалися пізніше, ніж природничі, їхньою особливістю є складність організації експерименту і неповторюваність об'єкта досліджень.
Дещо окремо від перерахованих стоять такі науки як психологія, антропологія, які можна класифікувати як гуманітарні. До гуманітарних наук належать також галузі досліджень, що пов'язані з людською діяльністю, такі як мистецтвознавство.

### Суміжні галузі
У суміжних галузях наукові дисципліни виражають великі і перспективні проблеми наукового пошуку, що нині зумовлює широке розгортання міждисциплінарних і комплексних досліджень. Яскравим прикладом цього є проблема охорони природи, що перебуває на стику технічних наук, наук про землю, біології, математики, медицини, економіки та інших. Для розв'язання подібних наукових і науково-технічних проблем у сучасній науці широко застосовується програмно-цільовий метод організації досліджень.

## Наука і філософія
Історично наука вичленувалася з філософії. Відтоді між наукою і філософією триває війна і співпраця. Методами філософії є рефлексія та герменевтика. Науковці теж рефлексують над власною методологією, але роблять це в рамках наукового методу. Фундаментальні питання пізнання, наприклад, питання про критерій істини, залишаються в царині філософії.
Одним із розділів філософії є філософія науки. Позитивізм виник як бунт філософів-природознавців, таких як Огюст Конт проти метафізики. Його лозунгом стало визнання істинним тільки позитивного, тобто наукового, знання. Філософія науки запропонувала загальні принципи, за якими можна проводити перевірку наукових теорії — принцип верифікації та принцип фальсифікації. Ці принципи значною мірою сформулювали мислення сучасних науковців.
Філософія Об’єднання стверджує, що факти (хьонсан) й цінності (сонсан) становлять єдину реальність; подібно до нерозривної пари форма-зміст, вони створені для гармонійної співпраці, а не для протиставлення. Їхню інтеграцію на рівні пізнання забезпечує «метод давання-приймання» (give-and-receive action): внутрішня, дедуктивна взаємодія ідей у свідомості та зовнішня, індуктивна взаємодія з предметним світом відбуваються синхронно й утворюють чотирьохпозиційну основу суб’єкта й об’єкта. Таким чином, наукове відкриття закономірностей матерії й етичне спрямування людської діяльності розглядаються як два аспекти єдиного процесу реалізації «істинної любові», що робить саму науку інструментом морального вдосконалення людства.

## Паранаука
Між ортодоксальною наукою та накопиченим людством досвідом, завжди існувала деяка відстань (розрив), що виконувала своєрідну роль двигуна наукового прогресу. Такий розрив може спонукати зміну парадигми.

## Історія науки

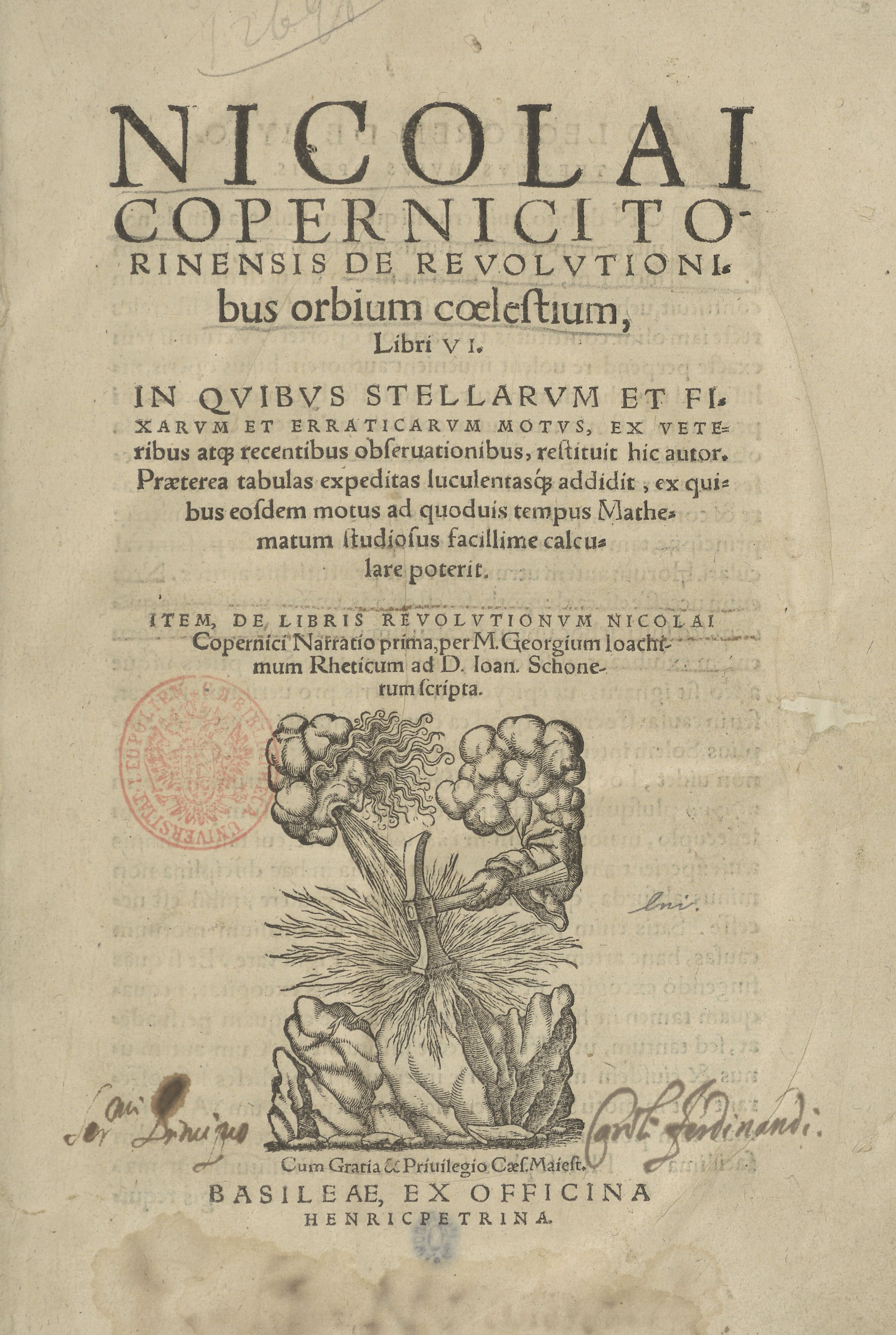
Фронтиспис другого видання праці Обертання небесних сфер (De revolutionibus orbium coelestium) Миколая Коперника. 1566 рік, Базель, Швейцарія

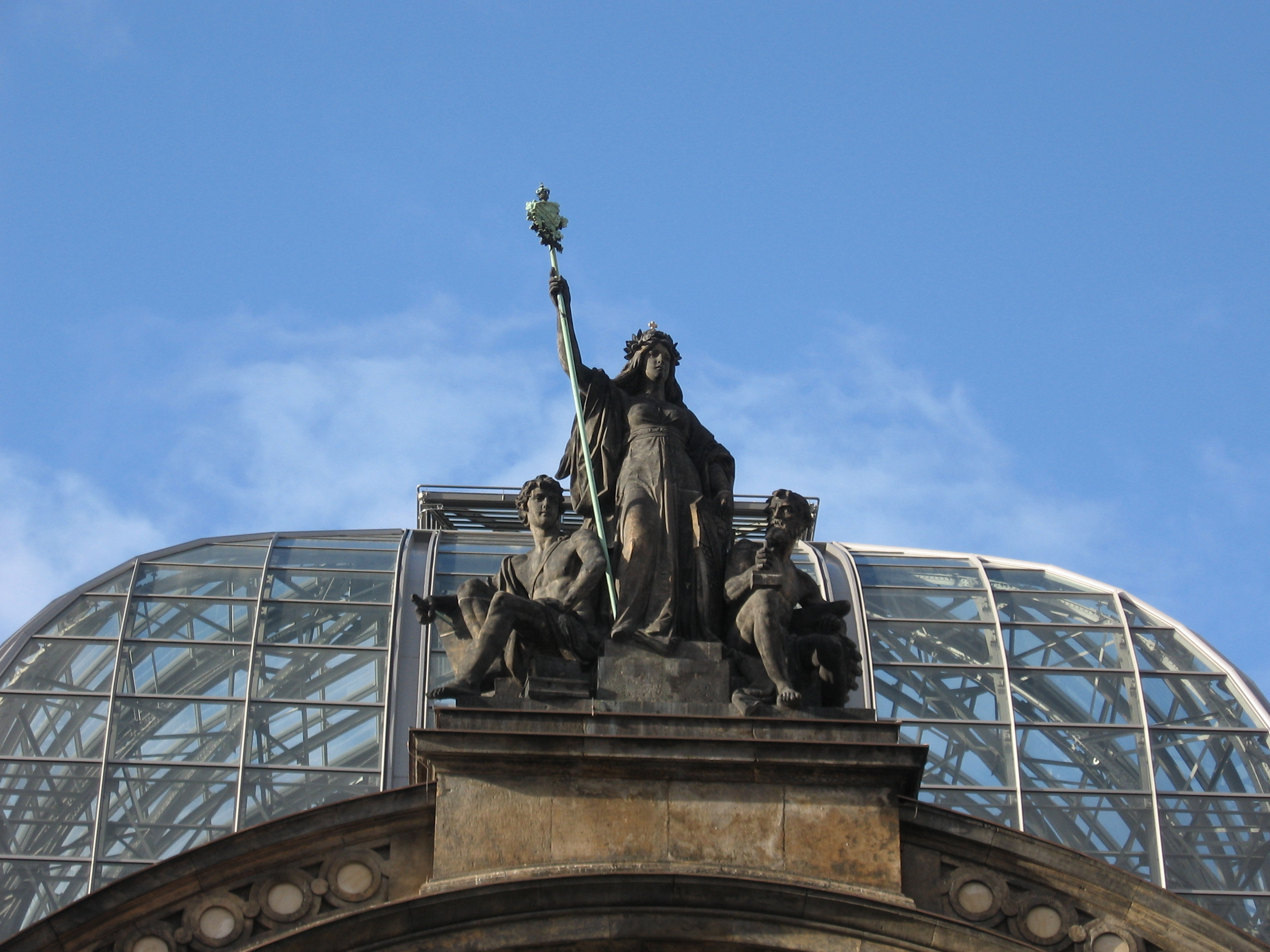
Уособлення Саксонії у вигляді скульптури жінки поряд з Наукою та Технікою. Дрезденський вокзал, Німеччина

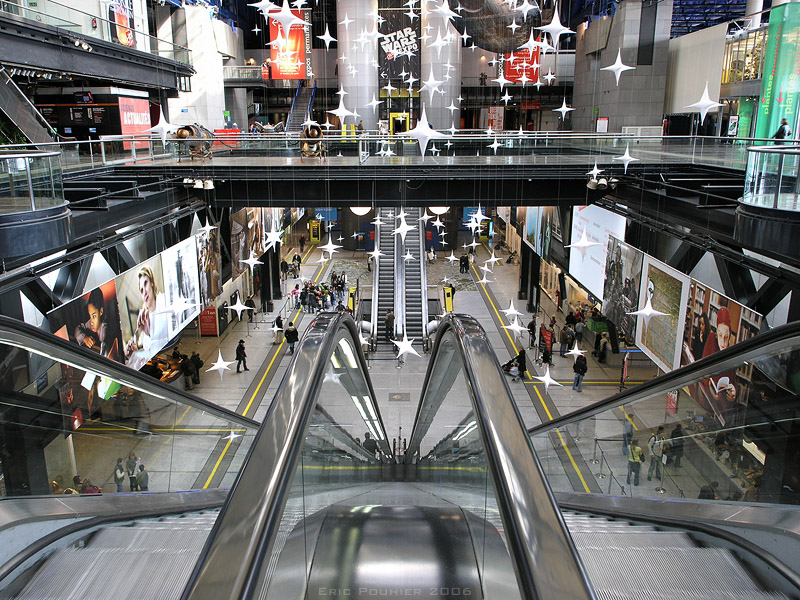
Місто науки (La cité des sciences) у Парижі, найбільший науковий музей Європи

Наука виникла з практичних потреб людей, пов'язаних з розвитком землеробства, будівельної техніки, мореплавства, ремесел. В античну епоху вже:
- складаються перші теоретичні системи знання в галузі геометрії, механіки, астрономії (Евклід, Архімед, Птолемей);
- розвивається натурфілософська концепція атомізму (Демокріт, Епікур);
- з'являються спроби аналізу закономірностей суспільства і мислення (Арістотель, Платон, Геродот).

За середньовіччя з появою феодалізму розвиваються (особливо в країнах арабського сходу, єврейської громади Кордови й Середньої Азії) позитивні наукові ідеї в галузі математики, астрономії, фізики, медицини, історії та інших наукових дисциплін (Ібн Сіна, Ібн Рушд, Аль-Біруні та інші). У Західній Європі, долаючи опір богослов'я, йде процес нагромадження фактичного матеріалу в біології, робляться спроби розвитку елементів математики і дослідного природознавства (Роджер Бекон, Альберт Великий та інші). На високому рівні були наукові знання в Київській Русі.
Виникнення капіталізму, розвиток промисловості й торгівлі, мореплавства і військової техніки стимулювали бурхливе зростання науки вже в епоху Відродження. Наука пориває з теологією, сприяючи утвердженню матеріалістичних ідей (Джордано Бруно, Леонардо да Вінчі, Френсіс Бекон). Великого поширення набуває експериментальне вивчення природи, обґрунтування якого мало революційне значення для науки. Справжній переворот відбувається в астрономії (Миколай Коперник, Галілео Галілей).
У XVII—XVIII століттях створюються класична механіка, диференціальне й інтегральне числення, аналітична геометрія, хімічна атомістика, система класифікації рослин і тварин, стверджується принцип збереження матерії і руху (Ісаак Ньютон, Готфрід Вільгельм Лейбніц, Рене Декарт, Джон Дальтон, Карл Лінней та інші). В цей же час відбувається подальше оформлення науки як соціального інституту, створюються перші європейські академії, наукові товариства, починається видання наукової періодичної літератури.
У зв'язку з промисловим переворотом кінця XVIII століття почався новий етап у розвитку науки. В XIX столітті виникли нові фізичні дисципліни (термодинаміка, електродинаміка класична), створюються еволюційне вчення і клітинна теорія в біології, формулюється закон збереження і перетворення енергії, розвиваються нові концепції в астрономії і математиці (Джеймс Клерк Максвелл, Майкл Фарадей, Жан Батист Ламарк, Чарльз Дарвін, Теодор Шванн, Маттіас Шлейден та інші).
З першої половини XVIII століття починається піднесення науки й в Україні (Феофан Прокопович, Григорій Сковорода), працює Києво-Могилянська академія. У XIX столітті визнаними науковими центрами стали Харківський, Київськийи та Одеський університет, де працювали зокрема такі вчені, як Іван Сєченов, Ілля Мечников, Микола Пирогов, Олександр Ковалевський, Василь Докучаєв, Михайло Максимович, Володимир Бец, Олександр Потебня та інші.
Наприкінці XVIII—XIX завдяки активному копіюванню досягнень європейської культури, зокрема принципів організації освіти та науки, науковці з'явилися і в Російській імперії. Наприклад, О. М. Бутлеров, П. М. Лебедєв, М. І. Лобачевський, Д. І. Менделєєв, О. С. Попов, К. А. Тімірязєв.
Подальшого розвитку в XIX столітті набули й суспільні науки. Соціалісти-утопісти закликали до заміни капіталістичного суспільства соціалістичним. Класики політичної економії заклали основи трудової теорії вартості. Праці в галузі діалектики й матеріалізму були видатним досягненням філософської думки.[джерело?]
На рубежі XIX—XX століть великі зміни в науковій картині світу і ряд нових відкриттів у фізиці (електрон, рентгенівське випромінювання, радіоактивність тощо) призводять до кризи класичного природознавства і насамперед його механістичної методології. У XX значних успіхів досягли математика і фізика, виникли такі галузі технічних наук, як радіотехніка, електроніка. З'явилась кібернетика, яка збільшує свій вплив на подальший розвиток науки і техніки. Успіхи фізики і хімії сприяють глибшому вивченню біологічних процесів у клітинах, що стимулює розвиток сільськогосподарських і медичних наук. Відбувається тісне зближення науки з виробництвом, зростають і зміцнюються її зв'язки з суспільним життям. Сучасна наука становить важливу складову частину науково-технічної революції.

## Найбільші проєкти наукових досліджень початку XXI століття

### Астрономія й космонавтика

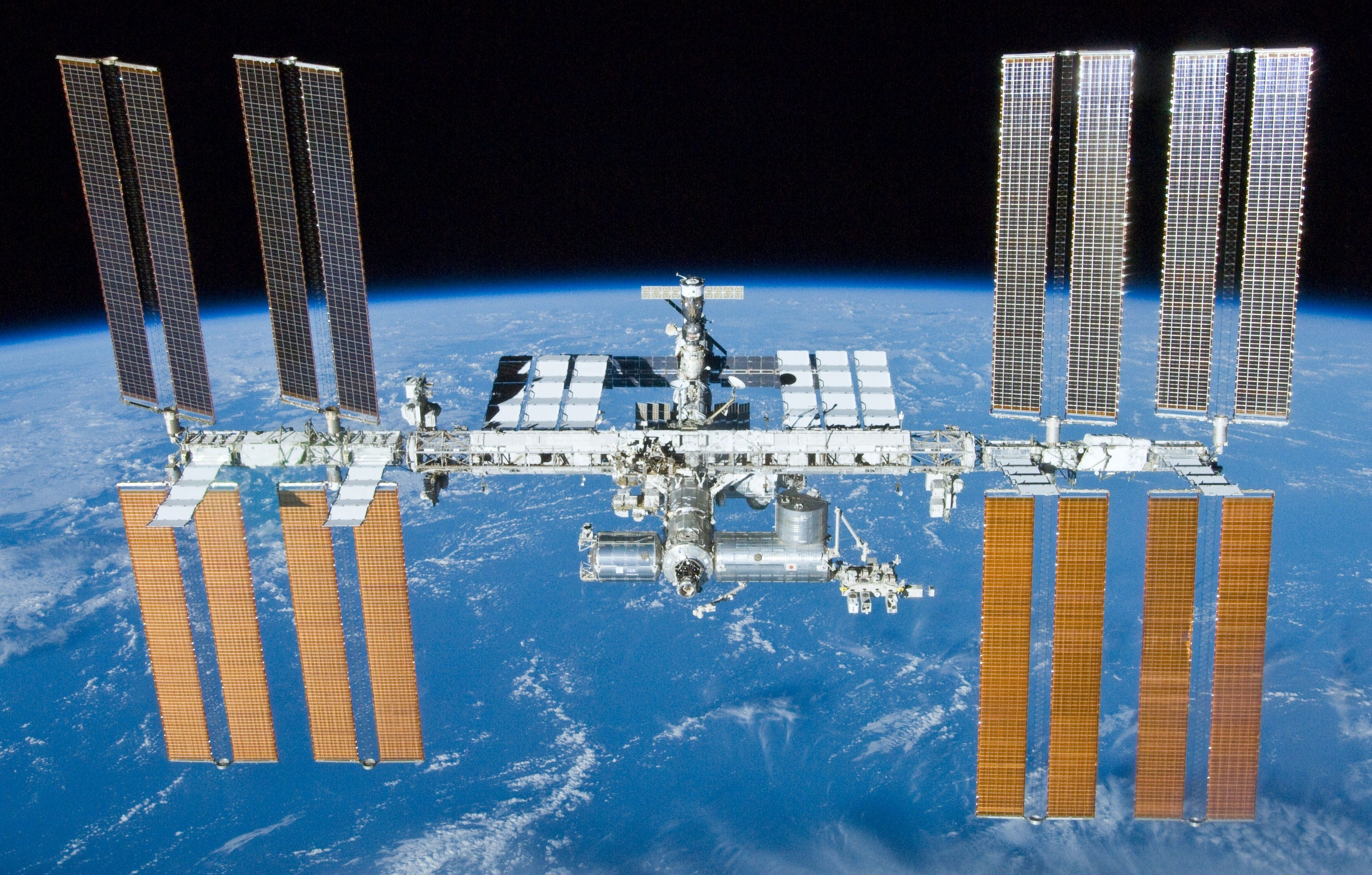
Міжнародна космічна станція ISS, 23 травня 2010 року

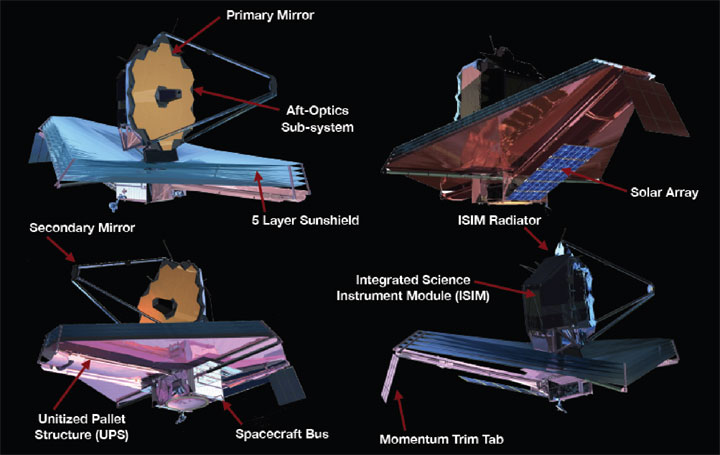
Основні компоненти інфрачервоного космічного телескопа «Джеймс Вебб» JWST

- Міжнародна космічна станція  — спільний проєкт космічних агенцій Росії (Роскосмос), США (NASA), Японії (JAXA), Європейського союзу (ESA), Канади (CSA), Бразилії (AEB)[9]. Початок будівництва 1998 рік, закінчення — 2011 рік. Найдорожчий науковий проєкт в історії науки, вартістю $100 млрд доларів. Найбільший техногенний предмет у космосі.
- Дослідження Марса у перше десятиліття третього тисячоліття розгорнулись з новим ентузіазмом. Численні роботизовані місії збирають інформацію для розв'язання двох головних питань: існування життя на червоній планеті та висадки людей на планету. У 2001 році Марс Одисей (англ. Mars Odyssey), запущений NASA, розпочав геологічне дослідження планети[10], у теперішній час виконує роль ретранслятора для марсоходів Спірит та Опорт'юніті[11]. У 2008 році естафету його досліджень перехопив космічний зонд Фенікс[12]. У 2003 році Європейське космічне агентство запустило на Марс космічний апарат Марс-експрес з посадковим модулем Бігль-2, що зазнав невдачі, на борту[13]. У 2005 році NASA запустило Mars Reconnaissance Orbiter задля детального зондування поверхні планети[14]. Наразі американське космічне агентство спрямовує свої зусилля на проєкт марсоходу Марсіанської наукової лабораторії. Вартість проєкту $2,3 мільярда доларів[15].
- Космічний телескоп «Джеймс Вебб» — орбітальна інфрачервона обсерваторія, яка замінить у 2014 році космічний телескоп «Хаббл» та інфрачервону обсерваторію космічного базування «Спітцер» (запущена 25 серпня 2003 року). Це спільний проєкт американської (NASA), канадської (CSA) та європейської (ESA) космічних агенцій[16]. Вартість проєкту становить $824 млн доларів.
- Радіотелескоп на низьких частотах (нижче 250 МГц), інтерферометр нового покоління Радіоантена площею у Квадратний Кілометр буде введено в дію в Австралії або Південній Африці у 2017 році[17]. Він стане заміною сучасного європейського масиву радіотелескопів Low Frequency Array[18].

### Фізика й енергетика

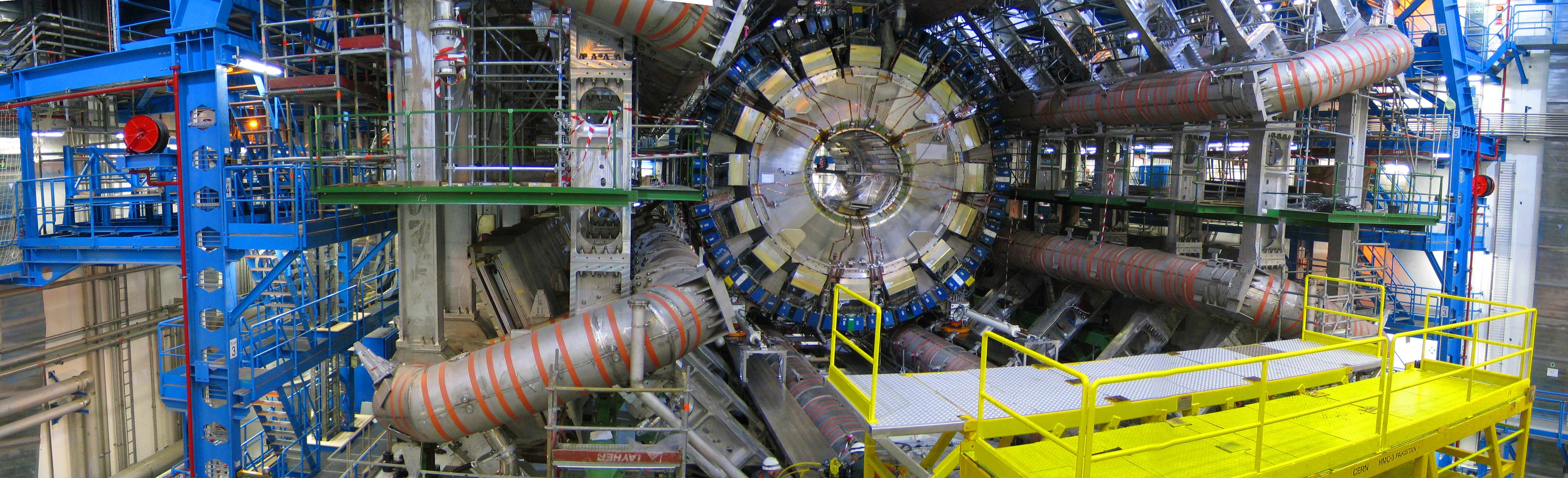
Детектор ATLAS Великого адронного колайдера під час будівництва у 2005 році

- Європейський рентгенівський лазер на вільних електронах XFEL (англ. X-Ray free-electron laser) для дослідження атомарних взаємодій. Найбільший у світі рентгенівський лазер у Гамбурзі, Німеччина[19]. Старт призначений на 2013–2014 рік. За допомогою надкороткочасних лазерних спалахів (менше трильйонної частки секунди) можна буде «побачити» молекулярні і атомарні процеси. Вартість близько $1,5 мільярда доларів. Майже чверть витрат бюджету взяла на себе Росія в особі корпорації «Роснано».
- Найбільший у світі прискорювач елементарних частинок, Великий адронний колайдер (англ. Large Hadron Collider, LHC), створений у Європейському центрі ядерних досліджень CERN, поблизу Женеви[20]. Фінансування та супровід проєкту здійснюють понад 10 000 науковців та інженерів з понад 100 країн світу. Вартість проєкту становить $6 млрд доларів. Колайдер дозволить виявити бозони Хіггса і зімітувати стан Всесвіту через мільярдну частку секунди після Великого вибуху. Запроєктований у 1984 році, реалізацію почали 2001 року, перший запуск здійснили 10 вересня 2008 року, офіційне відкриття 20 листопада 2009 року[21].
- Прискорювач антипротонів та іонів[en] FAIR (англ. Facility for Antiproton and Ion Research), потрібен, щоб відтворити субстанцію, яка утворилася в перші мікросекунди після Великого вибуху та вивчити сильну взаємодію[22]. Проєкт німецького Центру Гельмгольца з вивчення важких іонів GSI (нім. GSI Helmholtzzentrum für Schwerionenforschung) у Дармштадті[23]. Запланований запуск у 2015 році. Вартість проєкту приблизно $1,7 млрд доларів.
- Термоядерний синтез на лазерних імпульсах (англ. National Ignition Facility, NIF) — лазерний термоядерний реактор, розташований в Лівермор, Каліфорнія, США[24]. Будівництво завершено 31 березня 2009 року, продовжувалось 12 років й обійшлося в $3,9 млрд доларів. 192 надпотужних лазерів, націлених в одну точку, повинні згенерувати надкороткочасний спалах світла в 500 терават, щоб спровокувати термоядерну реакцію всередині невеличкого золотого циліндра, де буде дейтерій з тритієм. NIF — американський конкурент термоядерного реактора ITER, який будують у Франції, проте перший ще не має попередників.
- Міжнародний експериментальний термоядерний реактор (англ. International Thermonuclear Experimental Reactor, ITER), задля термоядерного синтезу на токамаці[25]. Знаходиться у Кадараші, Франція, неподалік від Лазурного берега. Будівництво розпочато у 2006 році, у 2016-му повинно бути закінчено. Якщо експеримент піде успішно, то у 2020-х — 2030-х роках почнеться проєктування комерційних термоядерних реакторів. Фінансовий внесок: Китай, Індія, Корея, Росія, США — по 1/11 загальної суми, Японія — 2/11, Європейський союз — 4/11. Вартість проєкту $12–15 млрд доларів.

### Біологія й медицина

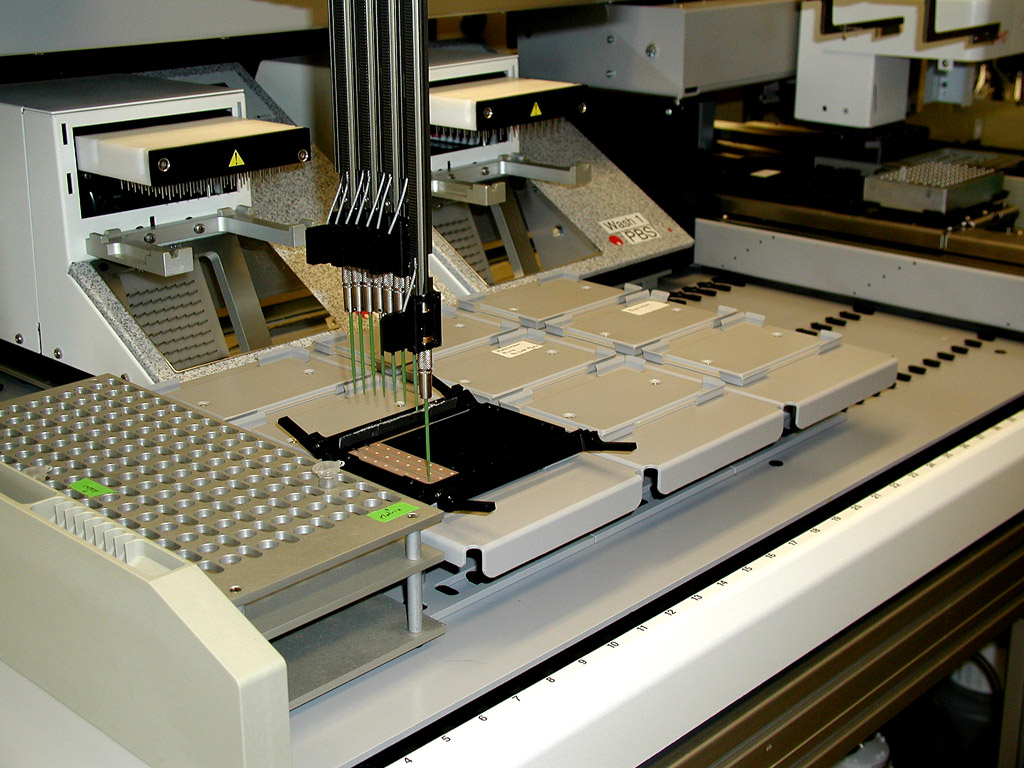
Роботизоване приготування зразків для МАЛДІ мас-спектрометрії людських протеїнів.

- Глобальний Перепис морської біоти стартував у 2000 році й розрахований на 10 років[26]. Узагальнена доповідь 80 країн-учасниць буде представлена на конференції у Лондоні 2010 року[27]. Робота ведеться у 14 напрямках польових досліджень та 4 напрямках теоретичних узагальнень отриманих даних. Вартість проєкту $1 млрд доларів.
- Організація з дослідження людського протеома[en] створена у 2001 році й ставить собі на меті докладний опис усіх білків людського організму[28]. Вартість проєкту понад $1 млрд доларів.

### Геологія
- Міжнародна програма з глибинного буріння дна океанів[en] стартувала у 2003 році й розрахована на 10 років досліджень геологічної будови океанічного дна планети[29].

### Наукова періодика
- (англ.) American Scientist — американський науково-популярний журнал.
- (англ.) New Scientist — американський науково-популярний журнал.
- (англ.) Popular Science — американський науково-популярний журнал.
- (англ.) Science magazine — американський науково-популярний журнал.
- (англ.) Scientific American — американський науково-популярний журнал.
- (рос.) В мире науки — щомісячне науково-популярне видання.
- (рос.) Вестник Российской академии наук — архів журналу Російської академії наук.
- (рос.) Вестник РФФИ — архів журналу Російського фонду фундаментальних досліджень.
- (англ.) Astronomy — американський астрономічний журнал.
- (англ.) Sky and Telescope — американський науково-популярний журнал з астрономії.
- (англ.) The Astronomer — американський науково-популярний журнал з астрономії.
- (рос.) Земля и Вселенная — архів науково-популярного журналу з астрономії.
- (рос.) Новости космонавтики — науково-популярний журнал з космонавтики.
- (англ.) Physics — журнал Американського товариства фізиків.
- (англ.) Physics Today — науковий журнал Американського фізичного інституту.
- (англ.) CERN courier — часопис ЦЕРНу.
- (англ.) Physics World — науковий журнал британського Інституту фізики.
- (рос.) Квант — архів науково-популярного фізико-математичного журналу.
- (англ.) The Scientist — американський науковий медико-біологічний журнал.
- (англ.) BMC Biology — науковий часопис з питань біолого-медичних досліджень.
- (англ.) National Geografic — журнал американського географічного товариства.
- (рос.) Природа — архів природничо-наукового журналу Російської академії наук.
- (рос.) Вокруг света — науково-популярний онлайн-часопис.
- (англ.) Popular Mechanics — американський науково-популярний журнал з техніки й технологій.
- (рос.) Химия и жизнь — сайт науково-популярного журналу з хімії.
- (рос.) Экология и жизнь — науково-популярний, освітній журнал.